# Caesalpinia monensis
Caesalpinia monensis är en ärtväxtart som beskrevs av Nathaniel Lord Britton. Caesalpinia monensis ingår i släktet Caesalpinia och familjen ärtväxter. Inga underarter finns listade i Catalogue of Life.